# Diocesi di San Cristóbal de La Laguna
La diocesi di San Cristóbal de La Laguna o diocesi di Tenerife (in latino Dioecesis Sancti Christophori de Laguna o Dioecesis Nivariensis) è una sede della Chiesa cattolica in Spagna suffraganea dell'arcidiocesi di Siviglia. Nel 2023 contava 928.700 battezzati su 1.048.306 abitanti. È retta dal vescovo Eloy Alberto Santiago Santiago.

## Territorio
La diocesi comprende le isole di Tenerife, La Palma, La Gomera ed El Hierro, che costituiscono la provincia di Santa Cruz de Tenerife.
Sede vescovile è la città di San Cristóbal de La Laguna sull'isola di Tenerife, dove si trova la cattedrale della Virgen de los Remedios. Il più importante luogo di pellegrinaggio è la basilica di Nostra Signora della Candelaria (patrona delle isole Canarie), nell'omonimo municipio di Candelaria.
Il territorio è suddiviso in 312 parrocchie, raggruppate in 17 arcipresbiterati: La Laguna, Taco, La Cuesta, Santa Cruz de Tenerife, La Salud, Ofra, Tegueste, Tacoronte, La Orotava, Icod de los Vinos, Isora, Granadilla, Güímar, Santa Cruz de la Palma, Los Llanos de Aridane, La Gomera ed El Hierro.

## Storia

### Evangelizzazione delle Canarie occidentali

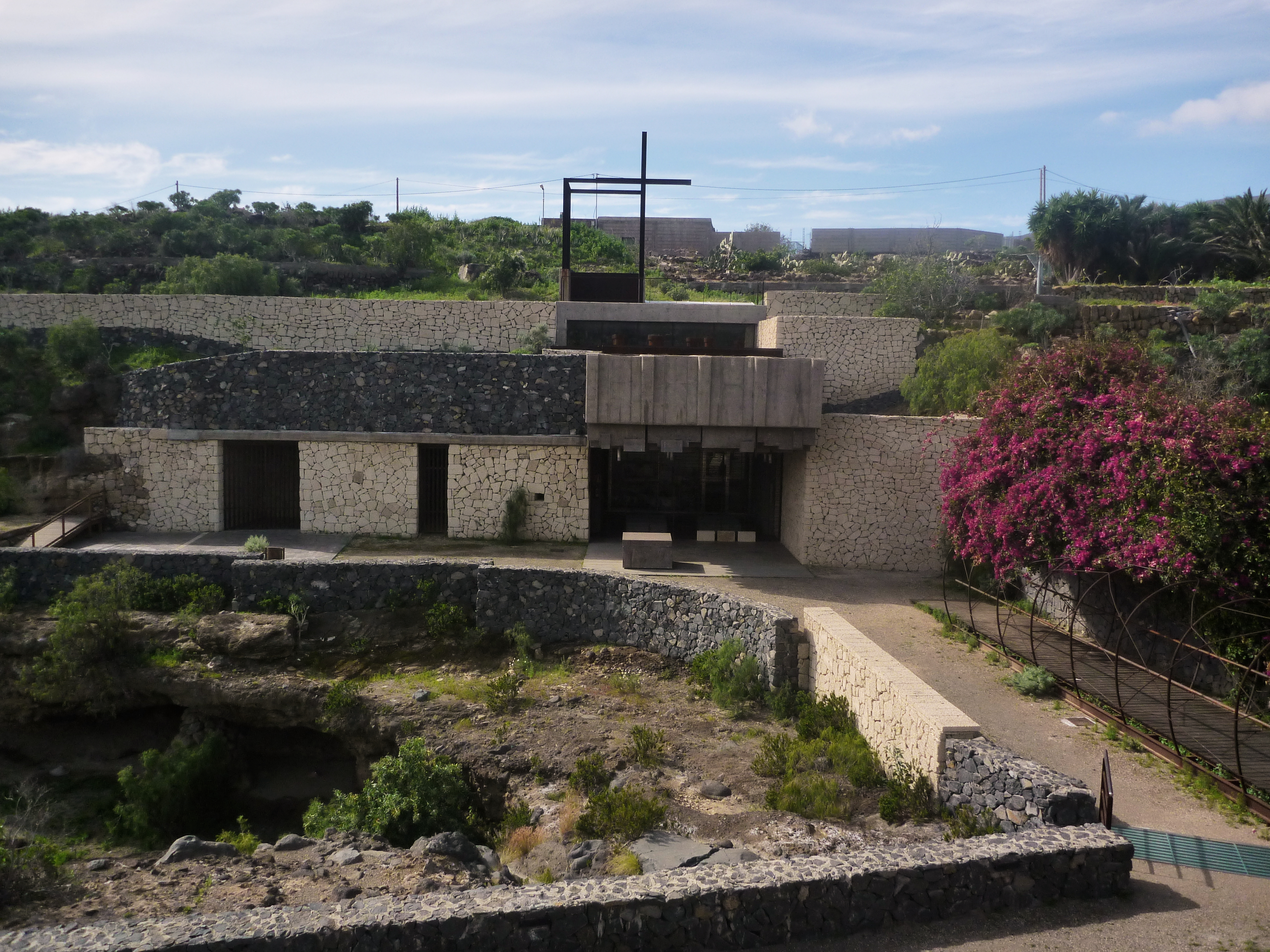
La Cueva de Chinguaro a Tenerife fu il primo luogo in cui i Guanci adorarono la Vergine della Candelaria.

L'arrivo del cristianesimo nelle isole occidentali delle Canarie ebbe luogo (come nelle isole orientali) prima della conquista completa dell'arcipelago e della sua incorporazione al regno di Castiglia, avvenuta nel 1496. La cristianizzazione fu di fatto una sorta di preparazione per alla conquista successiva.
L'opera di evangelizzazione fu portata avanti dai frati, soprattutto francescani e domenicani, di origine normanna e poi catalana e di Maiorca, che si stabilirono come missionari prima nelle isole orientali e poi in quelle occidentali. Come sarebbe poi accaduto anche in America, questi frati accompagnarono i conquistadores per convertire e catechizzare gli aborigeni locali, i Guanci, che fino allora avevano avuto una religione di tipo animista e politeista.
La prima diocesi dell'arcipelago fu istituita nel 1351 con il nome di diocesi delle Isole Fortunate.
Dopo la conquista castigliana, i culti locali furono sostituiti con la religione cattolica. In ogni caso, la presenza di elementi cristiani nelle isole occidentali delle Canarie già prima della conquista è un dato di fatto, poiché a questo periodo risalgono le due immagini mariane più venerate dell'arcipelago: la Vergine della Candelaria a Tenerife (patrona delle Canarie) e la Madonna della Neve (patrona dell'isola di La Palma), che si ritiene siano state portate in queste isole dai missionari catalani o di Maiorca. 
Recentemente a Tenerife è stata trovata una croce cristiana incisa nella roccia e orientata verso il sole, in un sito di Guanci nel comune di Buenavista del Norte. Questo simbolo è stato trovato in un megalite utilizzato per i rituali di fecondità e come calendario solare. Questa scoperta è stata posta in relazione alla presunta conoscenza che gli aborigeni avevano del cristianesimo.

### Durante la dominazione spagnola

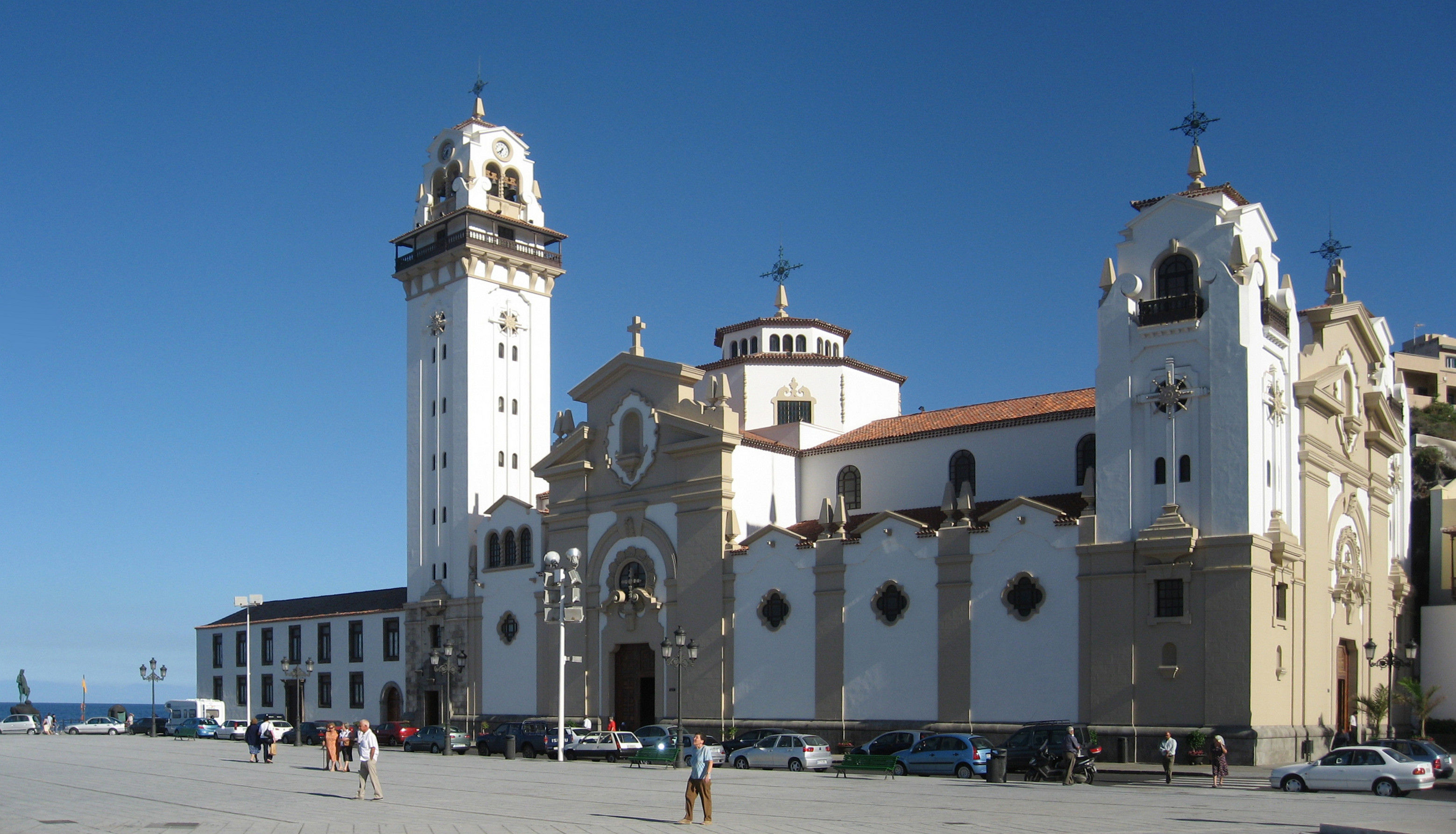
Basilica di Nostra Signora della Candelaria, patrona delle Isole Canarie.

Già poco dopo la conquista delle Canarie fu proposta la creazione di una diocesi a Tenerife: lo stesso conquistatore, Alonso Fernández de Lugo, nel 1505 e nel 1513 chiese alla corte di Castiglia la traslazione della sede della diocesi delle Isole Canarie da Las Palmas de Gran Canaria a San Cristóbal de La Laguna. Questa proposta, però, non fu realizzata, anche perché la sede era stata trasferita a Gran Canaria da Rubicón, nel sud dell'isola di Lanzarote, pochi anni prima, nel 1483, rendendo effettivo un decreto di papa Eugenio IV del 1435.
Nei secoli XVI e XVII si svilupparono fortemente le congregazioni di vita contemplativa e religiosa. In questo periodo nascono a Tenerife José de Anchieta (1534-1597) e Pedro de San José de Bethencourt (1626-1667), i primi due santi nativi delle Canarie. Essi sono considerati due dei più grandi missionari che siano esistiti nelle Americhe: José de Anchieta fu missionario in Brasile, dove fondò la città di San Paolo e fu uno dei fondatori di Rio de Janeiro; Pedro de Bethencourt fu missionario in Guatemala e fondò l'ordine dei fratelli di Betlemme, il primo ordine religioso nato in America. Quasi contemporanea fu un'altra religiosa di Tenerife con fama di santità: suor María de León Bello y Delgado, detta La Siervita (1643-1731).
Tenerife divenne rapidamente l'isola più popolata dell'arcipelago e San Cristóbal de La Laguna la città più importante nelle Canarie, tanto che nel 1783 fu nuovamente chiesta l'erezione di una diocesi a La Laguna, suscitando la reazione negativa del vescovo e del capitolo della cattedrale di Gran Canaria.

### Erezione della diocesi

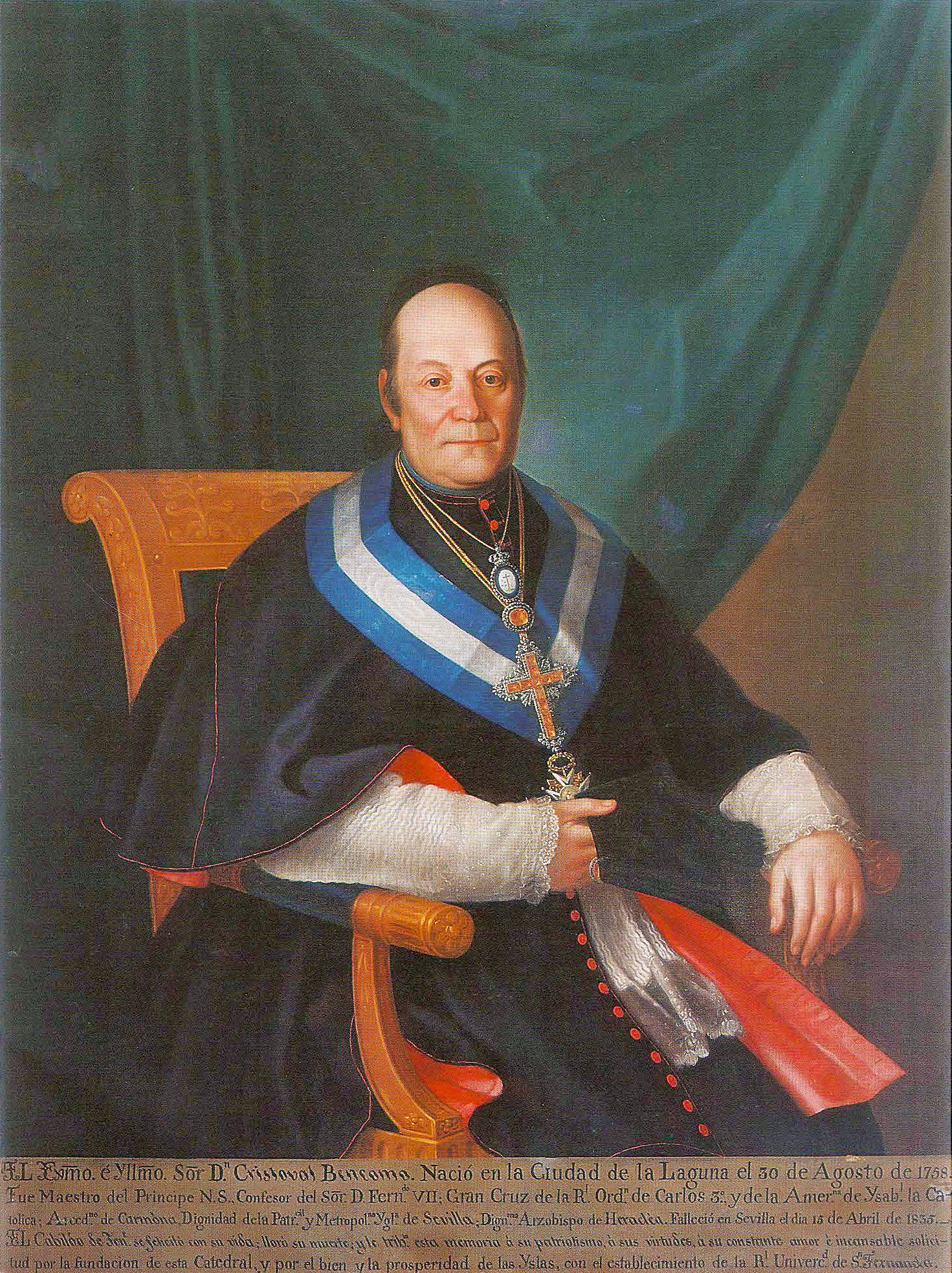
Cristóbal Bencomo y Rodríguez (1758-1832), confessore di re Ferdinando VII di Spagna e arcivescovo titolare di Eraclea, fu il promotore dell'erezione della diocesi di San Cristóbal de La Laguna.

Nel 1818 il clero e le autorità di Tenerife chiesero nuovamente alla Santa Sede l'erezione di una diocesi a Tenerife (ma stavolta con l'appoggio del re Ferdinando VII di Spagna). Un ruolo importante fu giocato da Cristóbal Bencomo y Rodríguez, confessore del re Ferdinando VII e arcivescovo titolare di Eraclea.
La diocesi di San Cristóbal de La Laguna fu, quindi, eretta il 1º febbraio 1819 con la bolla In cathedra illius di papa Pio VII, ricavandone il territorio dalla diocesi delle Isole Canarie. Tuttavia il primo vescovo fu nominato soltanto nel 1824.
Il 24 ottobre 1832 fu istituito il seminario diocesano.
Il concordato del 1851 prevedeva l'unione della diocesi di Tenerife con quella delle Canarie; questo concordato, però, non ebbe effetto e non fu seguito da alcuna bolla pontificia di conferma e ratifica delle sue decisioni. In questo periodo di stallo la diocesi fu governata da vicari capitolari.
Nel novembre del 1875 la bolla Ad apostolicam, di papa Pio IX, dichiarava nulla l'unione stabilita dal concordato, unione che tuttavia non era mai stata canonicamente riconosciuta. Così nel 1877 l'elezione del vescovo Ildefonso Joaquín Infante y Macías costituì quasi un ristabilimento della sede. Dal punto di vista diplomatico la Santa Sede fece valere la mancata erezione della diocesi di Ciudad Real (al posto della diocesi il 14 luglio 1873 era stato eretto un priorato degli ordini militari) e ottenne di poter ristabilire la diocesi di Tenerife come compensazione.

### Al giorno d'oggi
Nel 1959 è nata in questa diocesi la Fondazione Missionaria e Missionari Identes, composta da missionari religiosi e laici, singoli o sposati.
Tra il 1998 e il 1999 la diocesi ha tenuto il suo primo sinodo diocesano (Sinodo diocesano nivariense), incentrato principalmente sulla comprensione del Concilio Vaticano II, il rinnovamento spirituale della Chiesa locale all'inizio del terzo millennio e la ricerca di risposte adeguate ai cambiamenti sociali, politici e culturali.

## Santi patroni

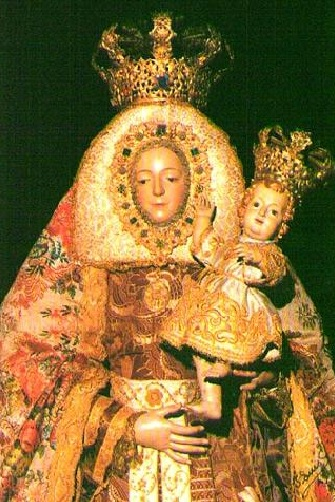
Vergine dei Rimedi, patrona della diocesi. L'immagine è venerata nella Cattedrale de La Laguna.

Patrona della diocesi di San Cristóbal de La Laguna è la Vergine dei Rimedi. I santi patroni secondari sono san Ferdinando III di Castiglia e sant'Elisabetta del Portogallo. La patrona dell'arcipelago delle Canarie nel suo complesso è la Vergine della Candelaria. San Cristoforo è il titulare (ma non santo patrono) della diocesi perché porta il nome della città, e quindi include il nome di questo santo.
Il patrocinio delle isole della diocesi è il seguente:
- Patrona dell'isola di Tenerife: la Madonna dei Rimedi
- Patrona dell'isola di La Gomera: la Madonna di Guadalupe
- Patrona dell'isola di La Palma: la Madonna della Neve
- Patrona dell'isola di El Hierro: la Madonna dei Re

Santi patroni delle isole:
- San Michele Arcangelo (patrono delle isole di La Palma e Tenerife)
- San Sebastiano (patrono di La Gomera)
- San Agostino d'Ippona (patrono di El Hierro)

## Feste
Il calendario liturgico proprio e ufficiale della diocesi, approvato dalla Sede Apostolica, include le seguenti festività:
- 2 febbraio: Festa della Vergine della Candelaria, patrona delle Isole Canarie – Solennità.
- 24 aprile: Festa di San Pedro de San José de Bethencourt, laico – Festa.
- 9 giugno: Festività di San José de Anchieta, presbitero – Festa.
- 15 luglio: Celebrazione dei Beati Martiri di Tazacorte, martiri – Memoria obbligatoria.
- 27 luglio: Celebrazione di San Cristoforo, titolare della diocesi, martire – Solennità.
- 6 settembre: Celebrazione della dedicazione della Cattedrale di San Cristóbal de La Laguna – Solennità (nella cattedrale), Festa (nella diocesi).

## Cronotassi dei vescovi
Si omettono i periodi di sede vacante non superiori ai 2 anni o non storicamente accertati.
- Luis Antonio Folgueras Sión † (24 giugno 1824 - 17 gennaio 1848 nominato arcivescovo di Granada)
  - Sede vacante (1848-1877)
  - Joaquín Lluch y Garriga † (3 agosto 1859 - 20 marzo 1877) (amministratore apostolico)
- Ildefonso Joaquín Infante y Macías, O.S.B. † (20 marzo 1877 - 14 gennaio 1882 dimesso)
- Jacinto María Cervera y Cervera † (27 marzo 1882 - 21 luglio 1885 dimesso[13])
  - Sede vacante (1885-1887)
- Ramón Torrijos y Gómez † (25 novembre 1887 - 21 maggio 1894 nominato vescovo di Badajoz)
- Nicolás Rey y Redondo † (21 maggio 1894 - 5 settembre 1917 deceduto)
- Gabriel Llompart y Jaume Santandreu † (17 maggio 1918 - 27 giugno 1922 nominato vescovo di Gerona)
- Albino González y Menéndez Reigada, O.P. † (18 dicembre 1924 - 18 febbraio 1946 nominato vescovo di Cordova)
- Domingo Pérez Cáceres † (28 aprile 1947 - 1º agosto 1961 deceduto)
- Luis Franco Cascón, C.SS.R. † (19 febbraio 1962 - 18 ottobre 1983 ritirato)
- Damián Iguacén Borau † (14 agosto 1984 - 12 giugno 1991 ritirato)
- Felipe Fernández García † (12 giugno 1991 - 29 giugno 2005 dimesso)
- Bernardo Álvarez Afonso (29 giugno 2005 - 16 settembre 2024 ritirato)
- Eloy Alberto Santiago Santiago, dal 24 febbraio 2025

## Santi e beati della diocesi
La diocesi di Tenerife ha santi, beati e venerabili di grande devozione popolare, tra cui:
- Santi
  - Pedro de San José de Bethencourt (1626 – 1667). Missionario francescano in Guatemala, fondatore dell'Ordine dei fratelli di Betlemme, primo santo delle Isole Canarie.
  - José de Anchieta (1534 – 1597). Sacerdote gesuita e missionario in Brasile.
- Beati
  - Martiri di Tazacorte. In varie parti del Portogallo e della Spagna – (deceduti nel 1570). I monaci e missionari martirizzati largo della costa di La Palma, dove godono di grande venerazione soprattutto a Tazacorte, anche se nessuno di loro era propriamente delle Canarie, essi sono stati inseriti tra i beati dell'arcipelago.
  - José Torres Padilla (1811 – 1878). Religioso.
- Venerabili e servi di Dio
  - María de León Bello y Delgado (1643 – 1731). Religiosa domenicana e mistica.
  - Fray Juan de Jesús (1615 – 1687). Frate francescano.
  - María de San Antonio Lorenzo y Fuentes (1665 – 1741). Religiosa domenicana.
  - María Justa de Jesús (1667 – 1723). Religiosa francescana e mistica.

## Statistiche
La diocesi nel 2023 su una popolazione di 1.048.306 persone contava 928.700 battezzati, corrispondenti all'88,6% del totale.
| anno | popolazione | popolazione | popolazione | presbiteri | presbiteri | presbiteri | presbiteri                | diaconi | religiosi | religiosi | parrocchie |
| anno | battezzati  | totale      | %           | numero     | secolari   | regolari   | battezzati per presbitero | diaconi | uomini    | donne     | parrocchie |
| ---- | ----------- | ----------- | ----------- | ---------- | ---------- | ---------- | ------------------------- | ------- | --------- | --------- | ---------- |
| 1950 | 398.812     | 400.510     | 99,6        | 161        | 106        | 55         | 2.477                     |         | 43        | 368       | 117        |
| 1970 | 540.203     | 558.612     | 96,7        | 259        | 164        | 95         | 2.085                     |         | 115       | 700       | 232        |
| 1980 | 646.000     | 676.000     | 95,6        | 206        | 148        | 58         | 3.135                     |         | 103       | 540       | 290        |
| 1990 | 692.000     | 721.000     | 96,0        | 216        | 157        | 59         | 3.203                     |         | 95        | 557       | 291        |
| 1999 | 724.234     | 772.449     | 93,8        | 256        | 198        | 58         | 2.829                     | 1       | 99        | 529       | 294        |
| 2000 | 732.000     | 780.152     | 93,8        | 238        | 190        | 48         | 3.075                     | 1       | 92        | 1.032     | 294        |
| 2001 | 751.000     | 800.020     | 93,9        | 239        | 191        | 48         | 3.142                     | 4       | 92        | 1.032     | 297        |
| 2002 | 805.399     | 856.808     | 94,0        | 247        | 198        | 49         | 3.260                     | 4       | 96        | 1.025     | 300        |
| 2003 | 839.066     | 892.718     | 94,0        | 260        | 213        | 47         | 3.227                     | 4       | 83        | 474       | 307        |
| 2004 | 823.736     | 915.262     | 90,0        | 260        | 216        | 44         | 3.168                     | 3       | 80        | 474       | 309        |
| 2010 | 884.000     | 1.020.490   | 86,6        | 255        | 206        | 49         | 3.466                     | 5       | 86        | 348       | 312        |
| 2014 | 892.000     | 1.014.829   | 87,9        | 243        | 200        | 43         | 3.670                     | 6       | 86        | 336       | 312        |
| 2017 | 890.400     | 1.004.124   | 88,7        | 238        | 185        | 53         | 3.741                     | 6       | 80        | 359       | 312        |
| 2020 | 915.600     | 1.032.983   | 88,6        | 228        | 181        | 47         | 4.015                     | 7       | 80        | 279       | 312        |
| 2022 | 925.223     | 1.044.405   | 88,6        | 221        | 173        | 48         | 4.186                     | 8       | 82        | 298       | 312        |
| 2023 | 928.700     | 1.048.306   | 88,6        | 217        | 169        | 48         | 4.279                     | 11      | 82        | 298       | 312        |